# Chuj (volk)
De Chuj zijn een Mayavolk woonachtig in Guatemala en Mexico. De meeste Chuj (ca. 65.000) zijn gevestigd in Guatemala, voornamelijk in de gemeentes San Mateo Ixtatán en San Sebastián Coatán in het departement Huehuetenango. In Mexico wonen 2.200 tot 3.000 Chuj.
Achi · Acateken · Aguacateken · Chuj · Garifuna · Ch'orti' · Itza · Ixil · Jacalteken · K'iche' · Kaqchikel · Lacandón · Mam · Mopan · Poqomam · Poqomchi' · Q'anjob'al · Q'eqchi' · Sacapulteken · Sipakapense · Tectiteken · Tz'utujil · Uspanteken · Xinka